# Ranma ½
Ranma ½ (jap. らんま½, Ranma ni-bun no ichi) ist eine abgeschlossene, international erfolgreiche Manga-Serie der japanischen Zeichnerin Rumiko Takahashi, die auch als Anime umgesetzt wurde.

## Handlung
Im Mittelpunkt der Serie steht der 16-jährige Ranma Saotome, ein talentierter Kampfkünstler. Sein Vater, Genma Saotome, verlobte ihn bereits als Kleinkind mit einer der drei Töchter seines Freundes Sōun Tendō, um die Fortführung der „Alles-ist-möglich-Kampfschule für Schlägereien aller Art“ zu sichern. Die Handlung startet mit der Ankunft bei den Tendōs und der Bekanntgabe der Abmachung. Die Wahl fällt schließlich auf die jüngste Tochter, Akane Tendō. Fortan leben die Saotomes auch bei den Tendōs, auf deren Grundstück sich auch die besagte Kampfschule befindet. Während zu Beginn die Beziehung zwischen den beiden äußerst angespannt ist und beide die Verlobung ablehnen, stellen sie im Verlauf der Handlung fest, dass sie insgeheim doch etwas füreinander empfinden. Die Situation wird dadurch erschwert, dass Ranma, sein Vater und andere Charaktere in verwunschene Quellen gefallen sind und seither ein Fluch auf ihnen lastet, der sie bei Berührung mit kaltem Wasser in eine andere Gestalt verwandelt. So verwandelt sich Ranma in ein Mädchen (daher auch der Namenszusatz „1-von-2“) und sein Vater in einen Pandabären, und nur mit heißem Wasser kann der Effekt wieder rückgängig gemacht werden.
Im Verlauf der Handlung treten immer mehr Figuren auf, die eine Beziehung zu Ranma oder Akane haben oder aufbauen wollen, wodurch die beiden ständig in Kämpfe verwickelt werden.

## Genre und Stil
Ranma ½ ist geprägt durch skurrile Charaktere, eine Vielzahl von komischen Szenen, die dadurch entstehen, dass sich Ranma in unpassenden Momenten in ein Mädchen verwandelt, schnelle Wechsel von tragischen, ruhigen und komischen Momenten und durch das Spiel mit Erwartungen und „klassischen“ Geschlechterrollen. So ist z. B. Ranma ein typischer Macho, aber Szenen, in denen er seine Männlichkeit betont, werden oft ins Lächerliche gezogen, z. B. wenn er mit kaltem Wasser in Berührung kommt. Als Mädchen behält er dann entweder sein Machoverhalten bei oder stellt zur Tarnung seines Alter Egos ein völlig überzogenes mädchenhaftes Verhalten zur Schau.
Häufig werden typische Respektpersonen der Lächerlichkeit preisgegeben, beispielsweise als weinerlicher Vater, kindliche Lehrerin oder Damenunterwäsche sammelnder Kampfsportmeister.
Kampfsport ist ein wesentliches Element in Ranma ½ und wird ebenfalls ausgiebig parodiert. In der Serie gibt es so seltsame Kampfsportarten und -wettbewerbe wie Martial-Arts-Eiskunstlauf, -Gymnastik und -Cheerleading.
Ranma ½ beinhaltet im japanischen Original zudem viele Wortspiele, die sich allerdings kaum übersetzen lassen und somit in der deutschen Fassung meistens fehlen. Einige wenige wurden in der deutschen Übersetzung verwendet und teils verändert. Ein Beispiel ist Ranmas „Kastanien aus dem Feuer holen“-Technik, diese Redewendung wurde das erste Mal bei einer Fabel von La Fontaine verwendet.

## Charaktere

### Familie Saotome
Ranma Saotome (早乙女 乱馬, Saotome Ranma, als Mädchen in Hiragana らんま)
Als Ranma mit seinem Vater Genma in der Provinz Qinghai in China auf dem berühmten Trainingsgelände Jusenkyo (呪泉郷, jusenkyō) seine Kampfkünste weiterentwickeln wollte, wurde er in eine Quelle namens „Nyanniichuan“ (娘溺泉) gestoßen, aus der er als Mädchen wieder auftauchte. Wenn er nun mit kaltem Wasser in Berührung kommt, verwandelt er sich in ein Mädchen, aber wenn er mit heißem Wasser übergossen wird, verwandelt er sich wieder in einen Jungen zurück. Im Gegensatz zu seinem Vater, der sich als wortkarger Panda sehr wohl zu fühlen scheint, hat Ranma enorme Schwierigkeiten, seinen Fluch zu akzeptieren, und sucht ununterbrochen nach einem Heilmittel. In manchen Situationen scheut er sich jedoch nicht davor, seinen Fluch auszunutzen. Der 16-jährige Junge lebt fast ausschließlich für seine Kampfkunst und ist äußerst talentiert; wahrscheinlich ist er einer der stärksten Kampfsportler überhaupt. Außerdem hat er ein riesiges, doch leicht verwundbares Ego, das ihn des Öfteren in Schwierigkeiten bringt.
Des Weiteren hat Ranma eine Vielzahl von Verlobten, die sein Vater aus den verschiedensten Gründen arrangiert hat. Ranma erscheint sehr arrogant und gefühllos. Dies kann auf seine Unreife zurückgeführt werden. Doch er opfert für seine Freunde auch wichtige Dinge, wie zum Beispiel das Heilmittel für seinen Fluch. Außerdem leidet er seit seinem zehnten Lebensjahr unter einer Ailurophobie (der Angst vor Katzen), die auf ein gefährliches Training mit seinem Vater zurückgeht. Wenn er zu lange mit einer Katze in einem Raum ist, benimmt er sich schließlich selbst wie eine Katze.
Genma Saotome (早乙女 玄馬, Saotome Genma)
Genma ist der gefühllose, selbstsüchtige und gierige Vater von Ranma. Auch er wurde in Jusenkyo verflucht, doch er verwandelt sich bei Kontakt mit kaltem Wasser in einen Panda. Im Gegensatz zu Ranma hat er kein Problem, seinen Fluch zu akzeptieren, denn dieser bietet ihm viele Möglichkeiten, aus ungemütlichen Situationen zu entkommen. Während er seinem Sohn immer wieder erklärt, wie wichtig Pflichtbewusstsein und Ehre für einen Kampfsportler sind, scheint er selbst ein eher schlechtes Beispiel zu sein.
Genma ist egoistisch, gierig (was Ranmas zahlreiche Verlobungen erklärt) und ausgesprochen feige. Andererseits ist er auch ein machtvoller Kampfsportler, der die Techniken Umisen-ken und Yamasen-ken erfunden hat.
Wenn er sich in einen Panda verwandelt, kommuniziert er mit beschrifteten Schildern.
Nodoka Saotome (早乙女 のどか, Saotome Nodoka)
Nodoka Saotome ist die Mutter von Ranma Saotome. Sie hat ihren Sohn und ihren Mann allerdings seit über zehn Jahren nicht mehr gesehen. Mit der Erklärung, dass eine liebevolle Mutter Ranmas Training behindern würde, ging Genma mit seinem Sohn auf eine lange Trainingsreise. Vor der Abreise unterschrieb Genma jedoch einen Vertrag, dass er Ranma zu einem richtigen Mann erziehen würde und dass die beiden, falls er es nicht schaffen sollte, rituellen Selbstmord begehen würden. Durch Ranmas Verwandlung in ein Mädchen durch kaltes Wasser ist er allerdings kein richtiger Mann geworden und da er und sein Vater zu feige sind, um Nodoka die Wahrheit zu sagen, geben sie sich bei ihren Besuchen als Haustier (Panda) und Cousine der Tendos aus. Akane versucht mehrmals, Ranma davon zu überzeugen, sich seiner Mutter zu offenbaren, doch dies wird nicht nur durch Ranmas Ego und seiner Angst vor dem Seppuku, sondern auch durch Genmas Feigheit sabotiert.

### Familie Tendo
Akane Tendo (天道 あかね, Tendō Akane)
Akane Tendo ist die jüngste Tochter von Soun Tendo. Sie ist 16 Jahre alt, sehr unsicher im Umgang mit Jungen, hat ein ziemliches Temperament und ein sehr großes Herz. Die Verlobung mit Ranma, die von den beiden Vätern arrangiert worden war, verlief zu Beginn äußerst schlecht: Das erste Mal sah sie ihn als Mädchen, das zweite Mal als nackten Jungen in ihrem Bad, der sie zu allem Überfluss auch noch beleidigte. Doch im Verlaufe der Geschichte vertieft sich die Beziehung der beiden Hauptcharaktere und es gibt sehr viele Hinweise darauf, dass sich die beiden verlieben, bis hin zum letzten Manga, in dem Ranma einer bewusstlosen Akane in seinen Gedanken sogar seine Liebe gesteht.
Des Öfteren fühlt sich Akane – auch durch Beleidigungen von Ranma – „schlechter“ als Ranmas andere Verlobten, weil sie nicht so schön ist, nicht so gut kochen kann und nicht so stark ist. Manchmal beleidigt Ranma Akane auch nur, weil er eifersüchtig ist, oder er tut es unbeabsichtigt, meistens fällt ihm dies erst später auf und selbst bei der Entschuldigung beleidigt er sie wieder.
Trotzdem ist sie immer für ihn da, hilft ihm und riskiert sogar ihr Leben für ihn, so wie er es auch für sie macht. Was ihre Sportlichkeit angeht, ist sie sehr begabt, mit der großen Ausnahme Schwimmen. Im Manga wird ihr es doch später von Mousse beigebracht. Sie ist unabhängig, stark und manchmal stur, aber hat einen gutherzigen Charakter.
Soun Tendo (天道 早雲, Tendō Sōun)
Soun Tendo ist ein alter Freund von Genma Saotome und hat vor Jahren die Verlobung einer seiner Töchter mit dem Sohn von Genma ausgemacht. Er ist ein Witwer und scheint sehr loyal gegenüber seiner verstorbenen Frau zu sein. Er besitzt ein großes Haus und eine Trainingshalle, doch Schüler werden weder im Manga noch im Anime gezeigt. Außerdem will er seine Töchter unter allen Umständen beschützen, unternimmt aber immer wieder Versuche, Ranma und Akane zu verheiraten, wenn diese sich einmal ein wenig näherkommen.
Soun ist (besonders in der Nähe von Happosai) ebenso feige wie Genma und bricht sehr leicht in Tränen aus. Außerdem wird er häufig sehr wütend über Ranmas Verhalten oder wenn eine von Ranmas anderen Verlobten auftaucht.
Nabiki Tendo (天道 なびき, Tendō Nabiki)
Nabiki ist die zweitälteste Tochter von Soun Tendo. Sie ist 17 Jahre alt, hat ein sehr anziehendes Äußeres und ist geldgierig. Sie hat eine sarkastische, egoistische und unmoralische Gesinnung, die im krassen Gegensatz zu ihrer älteren Schwester Kasumi steht. Des Weiteren war sie eine kurze Zeit mit Ranma verlobt, als Akane die Verlobung aufgelöst hatte. Doch als sie merkt, dass Akane überhaupt nicht mehr glücklich zu sein scheint, bringt sie die beiden auch wieder zusammen.
Kasumi Tendo (天道 かすみ, Tendō Kasumi)
Kasumi ist die älteste Frau im Hause Tendo. Sie ist 19 Jahre alt und kümmert sich seit dem Tod ihrer Mutter um den Haushalt. Im Gegensatz zu Nabiki ist sie unschuldig, hilfsbereit, fleißig, liebevoll und scheint nicht von dem Wahnsinn, der sie umgibt, betroffen zu sein. Außerdem scheint sie gelegentlich schlauer zu sein, als es ihr Alter vermuten ließe, und hat immer einen guten Rat für jeden, der Hilfe braucht. Sie scheint eine gewisse Zuneigung für den Hausarzt Dr. Tofu zu empfinden.

### Die chinesischen Charaktere
Shampoo (シャンプー, Shampū, chinesisch 珊璞, Pinyin Shānpú)
Shampoo kam ursprünglich nach Japan, um Ranma zu töten, nachdem dieser sie in seiner weiblichen Form bei einem alljährlichen Turnier in ihrem Heimatdorf besiegt hatte. Sie stammt vom Amazonenstamm aus China ab. Sie hatte ihm den Kuss des Todes gegeben, ein Versprechen, dass sie ihn bis zum Ende der Welt verfolgen würde, um ihn schließlich zu töten. Doch zuerst wird sie von dem männlichen Ranma besiegt und muss diesen nun laut Tradition heiraten. Als sie herausfindet, dass Ranma-Junge und Ranma-Mädchen dieselbe Person sind, reist sie in Tränen aufgelöst nach China zurück. Dort muss sie zur Strafe mit ihrer Großmutter Cologne bei den verfluchten Quellen trainieren und fällt dabei in die Quelle der Katze, was für sie wegen Ranmas Angst vor Katzen sehr unpraktisch ist.
Wieder zurück in Japan, arbeitet sie als wunderschöne Bedienung im Restaurant ihrer Urgroßmutter, wo sie wegen ihres Äußeren sehr viele Kunden anzieht.
Cologne (コロン, Koron, chinesisch 可崘, Pinyin Kě Lún)
Cologne ist eine der Ältesten ihres Amazonenstammes in China. Sie ist 300 Jahre alt und wurde zur Zeit der Qing-Dynastie geboren. Sie kam ursprünglich nach Japan, um zu sehen, aus welchem Holz ihr zukünftiger Schwiegersohn geschnitzt ist, doch blieb sie am Ende in Nerima und eröffnete ein Café, das „Cat Café“, in dem auch Shampoo arbeitet, um dieser zu helfen, Ranmas Herz für sich zu gewinnen. Sie treibt Ranma regelmäßig zu Weißglut, besonders da er sie einfach nicht besiegen kann. Außerdem stellt sie ihm mehrere schwere Aufgaben, um ihn dazu zu zwingen, Shampoo endlich zu heiraten. Obwohl sie eine extrem alte Frau ist, ist sie dennoch nicht zu unterschätzen, denn sie ist wohl die stärkste und gefährlichste Kampfsportlerin. Sie hat Ranma die Attacken „Kachū Tenshin Amaguriken“ (Kastanien aus dem Feuer holen) und „Hiryū Shōten Ha“ (Technik des Himmelsdrachen) beigebracht.
Im Gegensatz zu den meisten anderen in Nerima scheint sie es zu bevorzugen, im Hintergrund zu agieren und alles zu beobachten. Sie tritt erst hervor, wenn ein klares Motiv zu erkennen ist.
Mousse (ムース, Mūsu, chinesisch 沐絲, Pinyin Mùsī)
Mousse ist ein alter Freund von Shampoo, obwohl sie das anders sieht. Er ist schon sein ganzes Leben in Shampoo verliebt, doch sie nimmt ihn bestenfalls wahr. Er kann ohne seine Brille nur sehr schlecht sehen und kommt nach Japan, um nach Shampoos Verlobten zu suchen und diesen zu besiegen. Doch mit Ranma hat er einen Gegner, den er niemals besiegen kann.
Auch er hat einen Jusenkyo-Fluch, der ihn in eine Ente verwandelt. Außerdem ist Mousse äußerst hartnäckig und bleibt in Nerima, wo er als Bedienung zusammen mit Shampoo arbeitet.
Jusenkyo-Guide
Der pummelige Führer der verwunschenen Quellen spricht nur sehr gebrochen Japanisch. Er besitzt jedoch nicht nur ein ausgeprägtes Wissen über jede einzelne Quelle, sondern ist auch um das Wohl der Leute besorgt und warnt jeden, der sich dorthin begibt, vor der Gefährlichkeit des verfluchten Trainingsgeländes. Sein Name wird in keiner Episode genannt. Jedes Mal, wenn ein Reisender in eine der Quellen fällt, erwähnt der Jusenkyo-Guide die traurige Legende, die mit der jeweiligen Quelle verbunden ist.

### Familie Kuno
Tatewaki Kuno (九能 帯刀, Kunō Tatewaki)
Tatewaki ist ein Schüler der Oberstufe an der Furikan-Schule und war dort einer der bekanntesten und stärksten Schüler – bis Ranma kam. Da er aus einer reichen Familie kommt, ist er außerdem Vorsitzender der Kendo-Klubs. Des Weiteren zitiert er gerne Shakespeare und ist in Akane sowie Ranmas weibliche Seite verliebt und erfährt niemals, dass der männliche Ranma und die weibliche Ranma ein und dieselbe Person sind. Er ist eingebildet, hält sich für unglaublich genial und fehlerfrei, hat aber weder bei Frauen noch in Duellen mit Ranma Erfolg.
Kodachi Kuno (九能 小太刀, Kunō Kodachi)
Kodachi ist die jüngere Schwester Tatewakis und besucht eine reine Mädchenschule. Sie ist der selbsternannte „aufgehende Stern der rhythmischen Kampfgymnastik“, wird aber von Ranmas weiblicher Seite in einem Kampf besiegt und hasst diese deswegen. Außerdem glaubt sie, dass die weibliche Ranma in den männlichen Ranma verliebt wäre, in den sie verliebt ist, seit dieser sie vor einem Fall vom Dach bewahrte. Über die gesamte Serie versucht sie mit verschiedensten Hilfsmitteln wie paralysierendem Gas in Rosen oder Schlaftabletten in Keksen Ranmas Liebe zu gewinnen. Sie versucht ebenfalls ständig, Akane auszuschalten und Ranma durch Tricks zu einer Hochzeit aus Mitleid zu überreden.
Direktor Kuno (九能校長, Kunō-kōchō)
Kuno, der Vater von Tatewaki und Kodachi, ist der Direktor der Schule, der lange Zeit auf Hawaii unterrichtet hat. Seine Persönlichkeit weist sadistische Züge auf, die sich darin äußern, dass er nichts lieber tut, als seinen Schülern ständig das Leben schwer zu machen. Er versucht mit allen Mitteln, den Schülern Disziplin beizubringen, vor allem Ranma, dessen Zopf er überhaupt nicht ausstehen kann. Des Weiteren spricht er sehr schlecht Englisch.
Sasuke Sarugakure (猿隠 佐助, Sarugakure Sasuke)
Sasuke ist ein untersetzter Ninja mit Sprachfehler und bereits seit seiner Kindheit im Haushalt der Familie Kuno tätig. Trotz seiner guten Dienste und seiner Loyalität gegenüber seinen Herren erfährt er von Tatewaki und Kodachi häufig nichts anderes als Demütigung und Vernachlässigung und wird zu diversen Arten von niederen Tätigkeiten gezwungen, die er jedoch stets mit Eifer verrichtet.
Sasuke ist ausschließlich im Anime vertreten.

### Weitere Personen aus Nerima
Ukyo Kuonji (久遠寺 右京, Kuonji Ukyō)
Vor zehn Jahren stahl Genma den Okonomiyaki-Wagen Ukyos Vaters und brach damit eine Abmachung zwischen sich und jenem, die besagte, dass die beiden Kinder eines Tages heiraten sollten. Ranma und Ukyo waren davor schon gute Freunde, obwohl Ranma nicht wusste, dass sie ein Mädchen war. Beschämt und verspottet von Gleichaltrigen, beschloss sie, keine Jungen zu mögen, zog sich aber wie einer an, lebte wie einer und verschrieb sich den Okonomiyaki-Kampfkünsten. Nach einem Kampf mit Ranma entdeckt dieser ihr wahres Geschlecht und sie verliebt sich in ihn. Ranma behandelt sie jedoch nur wie einen alten Freund und nicht wie eine Verlobte. Sie führt außerdem ein Restaurant und bereitet dort Okonomiyaki zu, würde ihr jetziges Leben aber dafür aufgeben, mit Ranma zusammen zu sein. Obwohl sie und Akane Freundinnen sind, lässt sie keine Gelegenheit aus, um Akane in den Rücken zu fallen.
Dr. Tofu Ono (小乃 東風, Ono Tōfū)
Dr. Tofu ist der örtliche Chiropraktiker und sehr nett. Dadurch ist er bei allen Bewohnern des Vorortes von Tokio gerne gesehen. Er ist des Weiteren ein Kampfsportler und äußerst kompetent, wenn es darum geht, seine Patienten, unter anderem Ranma und Akane, zu verarzten. Außerdem ist er bis über beide Ohren in Kasumi verliebt, die ihm aber nie auch nur den Anlass dazu gibt, dass er daran glauben könnte, dass auch sie ihn liebt. Wenn Kasumi in der Praxis des Doktors ist, wird dieser zu einem inkompetenten Tollpatsch. Anfangs war Akane in ihn verliebt.
Hinako Ninomiya (二ノ宮 ひな子, Ninomiya Hinako)
Hinako ist eine ganz spezielle Lehrerin, die von Direktor Kuno angestellt worden ist. Sie hat die Aufgabe, den ungezogenen Schülern und Schülerinnen Disziplin beizubringen. Wegen Happosais Eingreifen, als sie noch ein Kind war, kann sie die Kampfaura ihres Gegners durch ein rundes Objekt, normalerweise eine Fünf-Yen-Münze, absorbieren und verwandelt sich je nach Stärke der Kampfaura ihres Gegners für eine gewisse Zeit von einem unschuldigen Kind zu einer attraktiven Frau. Als Kind verhält sie sich sehr absurd, wohingegen sie als Frau sehr kühl und abweisend wirkt. Sie ist ein wenig in Soun verliebt und eine schlechte Haushälterin.
Hikaru Gosunkugi (五寸釘 光, Gosunkugi Hikaru)
Hikaru Gosunkugi ist ein unauffälliger Schüler der Furinkan-Oberschule. Er ist heimlich in Akane verliebt und verwendet die seltsamsten Mittel, um Ranma (den er als Konkurrenten sieht) zu beseitigen, von magischen Papierpuppen bis hin zu Voodoo-Zaubern, die jedoch allesamt wirkungslos bleiben.
Gosunkugi tritt im Anime wesentlich seltener auf als im Manga. In den Anime-Serien wird er größtenteils durch Sasuke Sarugakure ersetzt.

### Andere Kampfsportler
Ryoga Hibiki (響 良牙, Hibiki Ryōga)
Ryoga ist seit seiner Kindheit ein Rivale von Ranma und dafür berühmt, einen außergewöhnlich schlechten Orientierungssinn zu haben. Nachdem er selbst drei Tage zu spät zu einem Duell mit Ranma gekommen war (er fand die Wiese hinter seinem Haus nicht, auf der der Kampf stattfinden sollte), sucht er diesen monatelang und findet ihn schließlich in China, wo er von Ranmas weiblicher Seite in eine Quelle gestoßen wird, als diese ihren Vater jagt. Nun verwandelt er sich bei Kontakt mit kaltem Wasser in ein kleines schwarzes Ferkel, das von Akane als Haustier mit dem Namen „P-chan“ gehalten wird, ja sogar in ihrem Bett schlafen darf. Wie es scheint, ist Ryoga in Akane verliebt, sie jedoch nicht in ihn, findet aber niemals heraus, dass er ihr kleines Ferkel ist. Dies stürzt ihn immer wieder in tiefe Depressionen. Auch Ranma kann ihr dies wegen eines Schwures nicht sagen, gibt jedoch immer wieder deutliche Hinweise, die seine Verlobte aber nicht versteht. Ryoga schläft als Ferkel auch nur in Akanes Bett, um Ranma wütend zu machen. Normalerweise ist er sehr schüchtern, romantisch, höflich und bescheiden, vor allem, wenn es um Frauen geht.
Die Beziehung zu Ranma verändert sich im Verlaufe der Geschichte von Ärger, fast schon Hass, zu einer angespannten Rivalität und dann sogar zu einer ungewöhnlichen Freundschaft, doch das hindert sie auch nicht daran, bei jeder Gelegenheit miteinander zu kämpfen und um Akane zu streiten. Er erlernt, um Ranma zu besiegen, die Bruchstellentechnik sowie die Technik des entnervten Löwen.
Happosai (八宝斎, Happōsai)
Happosai, ein sehr alter, perverser Mann, ist der Gründer der Kampfschule für Schlägereien aller Art. Er trainierte früher Genma und Soun, die aber nach einiger Zeit müde wurden, ihn bei seinen Raubzügen nach Damenunterwäsche zu unterstützen. Also versuchten sie, ihn zu überwältigen und schlossen ihn in ein Fass ein, das sie wiederum in einer Felshöhle versteckten, die sie mit einem Stein versiegelten. Jahre später, kurz nachdem auch Ranma bei den Tendos aufgetaucht war, erscheint der alte Meister wieder auf der Bildfläche, um einen Nachfolger zu finden und ihn zu trainieren. Seine Wahl fällt auf Ranma …
Happosai ist ein außergewöhnlich starker und machtvoller Kampfkünstler, einer der stärksten überhaupt. Doch er hat eine Schwäche: BHs und Höschen. Er scheint außerdem immer in den ungelegensten Momenten aufzutauchen. Des Weiteren hat er aber auch ein Herz für kleine Kinder, für die er sogar versucht hat, seinem perversen Treiben abzuschwören, als er sich einmal in eine Erzieherin eines Kindergartens verliebt hat.

## Veröffentlichungen

### Manga
Ranma ½ erschien in Japan von September 1987 bis Februar 1996 in insgesamt 407 Einzelkapiteln im Manga-Magazin Shōnen Sunday des Shōgakukan-Verlags. Diese Einzelkapitel wurden auch als Tankōbon-Ausgabe zu 38 Sammelbänden mit jeweils 8–10 Kapiteln zusammengefasst. Die Serie erfreute sich großer Beliebtheit in Japan, so wurden schon 1988 von Band fünf innerhalb eines Monats mehr als eine Million Exemplare verkauft. Aufgrund der großen Nachfrage gab es von April 2002 bis Oktober 2003 eine Neuauflage (Shinsōban) aller Manga-Bände, und von Dezember 2009 bis Mai 2011 erschien in Japan eine „My First BIG Special“-Auflage mit 28 Sammelbänden.
Die Manga-Serie wurde international ein Erfolg und ist unter anderem auch in den USA, Frankreich, Spanien, Italien, Argentinien und Brasilien erschienen.
Auf Deutsch ist Ranma ½ von Egmont Manga und Anime (EMA) veröffentlicht worden. Dabei gab es zunächst zwei Fehlversuche: 1996 scheiterte eine Veröffentlichung in Einzelkapiteln in der ersten Fassung des Manga-Magazins Manga Power aufgrund der Einstellung des Heftes, und eine Veröffentlichung im Jahr 1997 nach dem Vorbild von US-Comicalben (auf „westliche“ Leserichtung gespiegelt, vergrößert und mit geringerer Seitenzahl) verschwand nach dem vierten Band vom Markt. Im dritten Anlauf erschien die komplette Serie schließlich von Mai 1999 bis Februar 2003 in originaler Bandaufteilung, aber in gespiegelter Leserichtung und als Übersetzung zunächst aus dem Amerikanischen und später aus dem Französischen.
Seit 10. September 2022 veröffentlicht Egmont Manga die Serie als Ranma ½ – new edition in deutscher Sprache. Bisher sind 18 von geplanten 20 Bänden erhältlich (Stand Juli 2025).

### Anime
Der erste Ranma ½-Anime ist fast komplett dem Manga nachempfunden. Nur gegen Ende unterscheidet sich die Story der Anime-Folgen von der des Mangas.

#### Fernsehserie
Ranma ½ wurde als Fernsehserie von Kitty Film produziert, wobei die Animation durch Studio Deen erfolgte. Insgesamt wurden 161 Episoden umgesetzt und ab dem 15. April 1989 auf dem japanischen Fernsehsender Fuji TV ausgestrahlt. Da der Manga sehr erfolgreich war, wurde die Serie zunächst auf einen Haupt-Programmplatz um 19:30 Uhr gesetzt.
Anfang August 1989 wurde die bereits angekündigte Folge P-Chan wird entführt (さらわれたPちゃん! Sarawareta P-chan!) nicht ausgestrahlt. Begründet wurde dies damit, dass zu jener Zeit in Japan mehrere Entführungen stattfanden und die Zuschauer nicht daran erinnert werden sollten. Stattdessen wurde die Serie nach einer kurzen Pause am 19. August 1989 mit der Folge Eine Braut für Dr. Tofu (骨盤占い!らんまは日本一のお嫁さん Kotsuban Uranai! Ranma wa Nippon-ichi no Oyomesan, dt. „Die Vorhersage der großen Hüfte! Ranma ist die Braut Nummer eins in Japan“) fortgeführt.
Nach der 18. Folge am 16. September 1989 wurde die Fernsehserie kurzzeitig abgesetzt, die Fortsetzung erfolgte ab dem 20. Oktober 1989 auf einem zwei Stunden früheren Programmplatz. Diese zweite Staffel Ranma ½ Nettōhen (らんま½ 熱闘編, ranma ni-bun no ichi nettōhen, dt. „Ranma ½: heißer-Kampf-Kapitel“) lief mit 143 Episoden bis zum 25. September 1992. Aufgrund von finanziellen Problemen bei Kitty Film, die zur Einstellung der Produktion führten, umfasst die TV-Serie nur die Handlung bis Kapitel 227, dem Handlungsbogen mit dem Erscheinen von Ranmas Mutter.
Die Fernsehserie wurde unter anderem auch in Frankreich, Italien, Spanien und Südkorea ausgestrahlt.
Anfang 2013 wurde zur Feier des 90. Jubiläums von Shogakukan und des 35. Arbeitsjubiläums von Rumiko Takahashi bekanntgegeben, dass in Japan die TV-Serie in 3 Boxen auf Blu-ray neu veröffentlicht wird. Die erste Box mit 9 Blu-rays erschien am 6. Juni 2013.

##### Episodenreihenfolge der ersten Staffel
Die nicht ausgestrahlten drei Folgen der ersten Staffel wurden in der zweiten Staffel vom 8. Dezember 1989 bis zum 22. Dezember 1989 gezeigt. Bei der TV-Ausstrahlung der ersten Staffel kam es durch diese Verschiebung zu einem Bruch in der Handlung, als sich Akane beim ersten Auftritt von Shampoo in Folge 15 an eine Szene erinnerte, die aus den nicht ausgestrahlten Folgen stammte.
In der folgenden Liste sind die Folgen in der ursprünglich vorgesehenen chronologischen Reihenfolge aufgeführt.
| Folge | Staffelfolge | Kapitel     | Deutscher Titel                                                                                     | Japanischer Titel                           | Transkription                                                           | Erstausstrahlung |
| ----- | ------------ | ----------- | --------------------------------------------------------------------------------------------------- | ------------------------------------------- | ----------------------------------------------------------------------- | ---------------- |
| 01    | 01           | 1~2         | Ein ungewöhnliches Mädchen (Der kommt aus China! Wie verrückt!!)                                    | 中国からきたあいつ!ちょっとヘン!!           | Chūgoku kara Kita Aitsu! Chotto Hen!!                                   | 15. Apr. 1989    |
| 02    | 02           | 3~4         | Ein Sprung ins kalte Wasser (Die Schule ist kein Spielplatz)                                        | 遊びじゃないのよ学校は                      | Asobi Janai no Yo Gakkō wa                                              | 22. Apr. 1989    |
| 03    | 03           | 4~5         | Liebe liegt in der Luft (Der plötzliche Sturm der Liebe, Moment warte mal)                          | いきなり愛の嵐ちょっと待ってョ              | Ikinari Ai no Arashi Chotto Matte Yo                                    | 29. Apr. 1989    |
| 04    | 04           | 6~7         | Verwirrter Kuno (Ranma und Ranma? Die Missverständnisse hören nicht auf)                            | 乱馬とらんま?誤解がとまらない               | Ranma to Ranma? Gokai ga Tomaranai                                      | 6. Mai 1989      |
| 05    | 05           | 7~8         | Ein tolles Versprechen (Liebe, bis in die Knochen? Der komplizierte Bruch in Akanes Herz)           | 骨まで愛して?あかね恋の複雑骨折             | Kotsu Made Aishite? Akane Koi no Fukuzatsu Kossetsu                     | 13. Mai 1989     |
| 06    | 06           | 9           | Gebrochene Herzen und verstauchte Hälse (Akanes verlorene Liebe, dagegen kann man nichts machen)    | あかねの失恋だってしょうがないじゃない      | Akane no Shitsuren Datte Shōganai Janai                                 | 20. Mai 1989     |
| 07    | 07           | 10~11       | Planlos! (Da ist er! Der orientierungslose – Ryōga)                                                 | 登場!永遠の迷い子·良牙                      | Tōjō! Eien no Mayoigo – Ryōga                                           | 27. Mai 1989     |
| 08    | 09           | 11~13       | Eine haarige Sache (Die Schule ist ein Schlachtfeld! Ranma gegen Ryōga)                             | 学校は戦場だ!対決 乱馬VS良牙                | Gakkō wa Senjō da! Taiketsu Ranma Buiesu Ryōga                          | 3. Juni 1989     |
| 09    | 09           | 13~15       | Ryogas Verwandlung (Wahre Bekenntnisse – Die Haaren eines Mädchen ist ihr Leben)                    | 乙女白書·髪は女のいのちなの                 | Otome Hakusho – Kami wa Onna no Inochi Nano                             | 17. Juni 1989    |
| 010   | 010          | 16 + Filler | So ein kleines Ferkel! (Pi-pi-P-Chan, er ist zu nichts zu gebrauchen)                               | 孤ピーピーPちゃん ろくなもんじゃねェ        | Pi-pi-P-chan Roku Namonjanē                                             | 1. Juli 1989     |
| 011   | 011          | 17~18       | Die schwarze Rose (Ranma trifft die Liebe auf den Kopf! Die junge Rhythmus-Gymnastikerin tritt auf) | 乱馬を激愛!新体操のスケバン登場             | Ranma wo Gekiai! Shintaisō no Sukeban Tōjō                              | 15. Juli 1989    |
| 012   | 012          | 19~20       | Kampf um Ranma (Die Liebe einer Frau ist Kampf! Das Rhythmus-Gymnastik Kampfsportturnier!)          | 女の恋は戦争よ!格闘新体操でいざ勝負         | Onna no Koi wa Sensō yo! Kakutō Shintaisō de Iza Shōbu                  | 22. Juli 1989    |
| 013   | 013          | 21~22       | Ein Kampf mit allen Mitteln (Eine Träne der Täterin? Das Ende das Rhythmus-Gymnastikturniers)       | スケバンの目に涙?ルール無用の格闘新体操決着 | Sukeban no Me ni Namida? Rūru Muyō no Kakutō Shintaisō Kecchaku         | 29. Juli 1989    |
| 025   | 07           | 23~24       | P-Chan wird entführt                                                                                | さらわれたPちゃん!                          | Sarawareta P-chan                                                       | 8. Dez. 1989     |
| 026   | 08           | 25~26       | Tanz des Todes auf dem Eis (Genau! Der Tanz des Todes)                                              | 危機一髪!死霊の盆踊り                       | Kikiippatsu! Shiryō no Bonodori                                         | 15. Dez. 1989    |
| 027   | 09           | 27~30       | Der eisige Sturzbach der Liebe (P-Chan explodiert! Die Wassersäule der Liebe)                       | Pちゃん爆発!愛の水柱                        | P-chan Bakuhatsu! Ai no Mizubashira                                     | 22. Dez. 1989    |
| 014   | 014          | Filler      | Eine Braut für Dr. Tofu (Die Vorhersage der großen Hüfte! Ranma ist die Braut Nummer eins in Japan) | 骨盤占い!らんまは日本一のお嫁さん           | Kotsuban Uranai! Ranma wa Nippon-ichi no Oyomesan                       | 19. Aug. 1989    |
| 015   | 015          | 30~32       | Amazone Shampoo (Das gewalttätige Mädchen Shampoo! Ich werde mein Leben in deine Hände legen)       | 激烈少女シャンプー登場!ワタシ命あずけます   | Gekiretsu Shōjo Shanpū Tōjō! Watashi Inochi Azukemasu                   | 26. Aug. 1989    |
| 016   | 016          | 33~34       | Kopfwäsche mit Folgen (Shampoos Gegenangriff! Die Shiatsu-Technik, die Herz und Seele raubt!)       | シャンプーの反撃!必殺指圧拳は身も心も奪う   | Shanpū no Hangeki! Hissatsu Shiatsu Kobushi wa Mukuro mo Kokoro mo Ubau | 2. Sep. 1989     |
| 017   | 017          | 35~36       | Her mit dem Shampoo! (Ranma, ich liebe dich! Sag bitte nicht auf Wiedersehen!!)                     | 乱馬大好き!さよならはいわないで!!           | Ranma Daisuki! Sayonara wa Iwanaide!!                                   | 9. Sep. 1989     |
| 018   | 018          | Filler      | Zurück nach China (Ich bin ein Mann! Ranma geht zurück nach China?)                                 | オレは男だ!らんま中国へ帰る?                | Ore wa Otoko da! Ranma Chūgoku e Kaeru?                                 | 16. Sep. 1989    |

Für die Blu-ray-Veröffentlichung wurden die drei eigentlich für die erste Staffel vorgesehenen, aber dann erst in der zweiten Staffel gezeigten drei Folgen an die ursprünglich geplante Stelle verschoben.

##### Deutsche Umsetzung
Der deutsche Start der Episoden 1–80 erfolgte am 11. April 2002 um 14:45 Uhr auf RTL II. Nur einen Tag nach dem Serienstart gab RTL II bekannt, dass die Serie eine Stunde später gezeigt werden sollte. Ab dem 26. April 2002 wurde der Sendeplatz dann auf 16:40 Uhr verlegt. Nach der Ausstrahlung der Folge Der Sieg des Verlierers (対決ムース!負けるが勝ち Taiketsu Mūsu! Makeru ga Kachi, dt. „Showdown, Mousse! Verlieren ist Gewinnen“) wiederholte RTL II die ersten 17 Folgen, bevor man die Serie am 25. Juni 2002 um 18:30 Uhr mit der Folge Hier kommt Happosai! (究極のエロ妖怪八宝斉 Kyūkyoku no Ero Yōkai Happōsai, dt. „Der ultimativ perverse Yōkai Happōsai“) fortsetzte. Nach der Folge Der getreue Sasuke (九能家のレ·ミゼラブル Kunōke no Re Miseraburu, dt. „Les misérables der Kunos“) am 19. Juli 2002 unterbrach RTL II die Ausstrahlung und setzte sie am 26. August um 16:40 Uhr mit der Folge Dämon Kuno (怪談!乱馬と魔性の剣 Kaidan! Ranma to Mashō no Ken, dt. „Eine Geistergeschichte! Ranma und das verfluchte Schwert“) fort. Von den übrigen 81 Folgen gibt es keine deutsche Fassung.
Die deutsche Fassung der ersten 80 Folgen ist bei Anime Virtual als drei DVD-Boxen erschienen, ohne die japanische Originalfassung. Eine DVD-Veröffentlichung der übrigen 81 Folgen ist nicht geplant.

#### Synchronisation
New Japan Studios produzierte die japanische Synchronisation. Die deutsche Synchronisation wurde vom Münchner Synchronstudio PPA Film GmbH angefertigt. Die Dialogregie führte Michael Laske, welcher zusammen mit Stefan Sidak auch die Dialogbücher schrieb. Die Aussprache bei einigen Charakternamen sind in der deutschen Synchronisation zum Teil leicht verfälscht. So wird Shampū in der deutschen Fassung als „Zampo“, Tōfū als „Toufel“ und Ryōga als „Dioga“ ausgesprochen.
| Rolle             | Japanischer Sprecher (Seiyū) | Deutscher Sprecher                              |
| ----------------- | ---------------------------- | ----------------------------------------------- |
| Ranma Saotome (♂) | Kappei Yamaguchi             | Clemens Ostermann                               |
| Ranma Saotome (♀) | Megumi Hayashibara           | Angela Wiederhut                                |
| Genma Saotome     | Ken’ichi Ogata               | Thomas Rauscher                                 |
| Akane Tendō       | Noriko Hidaka                | Andrea Wick                                     |
| Nabiki Tendō      | Minami Takayama              | Sonja Reichelt                                  |
| Kasumi Tendō      | Kikuko Inoue                 | Christine Stichler                              |
| Soun Tendō        | Ryunosuke Ohbayashi          | Michael Schwarzmaier                            |
| Ryōga Hibiki      | Kōichi Yamadera              | Daniel Schlauch                                 |
| Ukyō Kuonji       | Hiromi Tsuru                 | Sandra Schwittau (Serie) Anna Carlsson (Filme)  |
| Shampoo           | Rei Sakuma                   | Anke Kortemeier                                 |
| Happōsai          | Ichirō Nagai                 | Osman Ragheb                                    |
| Tatewaki Kunō     | Hirotaka Suzuoki             | Manuel Straube                                  |
| Dr. Tōfū Ono      | Yūji Mitsuya                 | Hubertus von Lerchenfeld                        |
| Mousse            | Toshihiko Seki               | Jan Makino                                      |
| Cologne           | Miyoko Asō                   | Ingeborg Lapsien (Serie) Gisela Fritsch (Filme) |
| Jusenkyo-Führer   | Kōichi Yamadera              | Kai Taschner                                    |
| Sasuke Sarugakure | Shigeru Chiba                | Cyril Geffcken                                  |

#### Neuverfilmung 2024
Im Juni 2024 wurde bekanntgegeben, dass sich ein neuer Anime zu Ranma ½ in Arbeit befindet. Die 12 Episoden umfassende erste Staffel wurde vom 5. Oktober bis 22. Dezember 2024 in Japan bei NTV ausgestrahlt. Die Serie erschien parallel dazu international auf Netflix. Sie entstand bei Studio MAPPA unter der Regie von Kōnosuke Uda; die Drehbücher schrieb Kimiko Ueno. Das Charakterdesign entwarf Hiromi Taniguchi, die künstlerische Leitung lag bei Chihiro Ōkawa und für die Kameraführung war Atsushi Kanō verantwortlich.
Nach Ausstrahlung der letzten Episode der ersten Staffel wurde eine zweite Staffel angekündigt.
An der japanischen Synchronfassung wirken mehrere aus dem Original bekannte Synchronsprecher wie zum Beispiel Kappei Yamaguchi und Megumi Hayashibara mit. Auch die deutsche Synchronfassung kann mit vielen der bisherigen Sprecher aufwarten. Die Rolle des männlichen Ranma Saotome übernimmt Florian Knorn.

#### Kinofilme
Zwischen 1991 und 1994 entstanden drei Anime-Kinofilme:
| Nr. | Originaltitel | Deutsch | Länge      | Kinostart        |
| --- | --- | --- | ---------- | ---------------- |
| 1   | Ranma ½: Chūgoku Nekonron Daikessen! Okite Yaburi no Gekitō Hen!! らんま½ ~中国寝崑崙大決戦! 掟やぶりの激闘篇!!~ | Ranma ½: Entscheidungsschlacht in Nekonron, China! Das gebrochene Heiratsversprechen! (Offizieller Titel: Ranma ½ – Big Trouble in Nekonron, China) | 81 Minuten | 2. November 1991 |
| 2   | Ranma ½: Kessen Tōgenkyō! Hanayome o Torimodose! らんま½ ~決戦桃幻郷! 花嫁を奪りもどせ!!~                        | Ranma ½: Entscheidungskampf auf Tōgenkyō! Die Braut wurde geraubt! (Offizieller Titel: Ranma ½ – Nihao My Concubine )                               | 59 Minuten | 1. August 1992   |
| 3   | Ranma ½: Chō Musabetsu Kessen! Ranma Team vs Densetsu no Hōō らんま½ ~超無差別決戦! 乱馬チームVS伝説の鳳凰~      | Ranma ½: Die Super unentschiedene Schlacht! Team Ranma gegen den legendären Phönix                                                                  | 31 Minuten | 20. August 1994  |

Alle Filmtitel stellen Parodien auf bekannte internationale Filme dar: Big Trouble in Little China (USA), Lebewohl, meine Konkubine (China) und Einer flog über das Kuckucksnest (USA).
Die beiden ersten Filme erschienen mittlerweile auch in Deutsch auf DVD, als Filmtitel wurden die amerikanischen übernommen. Ranma ½ – Big Trouble in Nekonron, China lief zusammen mit Urusei Yatsura: Itsudatte My Darling in den japanischen Kinos. Ranma ½: Chō Musabetsu Kessen! Ranma Team vs Densetsu no Houō wird aber international wegen der Länge auch als neunte OVA-Folge bezeichnet. Jedoch lief diese Episode tatsächlich als Double-Feature mit dem Anime-Film von Ghost Sweeper Mikami und Heisei Inu Monogatari Bau (平成イヌ物語バウ) in den japanischen Kinos. Später wurde der Kurzfilm als OVA zusammen mit den restlichen OVAs auf DVD veröffentlicht und mit einem Vor- und Abspanntitel, welches von der DoCo gesungen wurde, versehen, wobei das Bildformat der Vor- und Abspanntitel in 4:3 vorlag, während der Kurzfilm selbst das 16:9-Format nutzt.

#### OVAs
Auf der Grundlage der Manga-Bände 22 bis 23, 25 bis 27, 29 und 31 produzierte Studio DEEN insgesamt elf OVA-Folgen, die in Japan von 1993 bis 1996 in die Läden kamen. Diese Episoden wurden nicht deutsch synchronisiert.
Folgende OVAs wurden in Japan veröffentlicht:
- OVA 1: Shampoo Hyōhen! Hanten Hōju no Wazawai (シャンプー豹変！反転宝珠の禍), erschienen in Japan am 21. Oktober 1993
- OVA 2: Tendō-ke Scramble Christmas (天道家すくらんぶるクリスマス), erschienen in Japan am 18. Februar 1994
- OVA 3: Akane vs Ranma: Okā-san no Aji wa Watashi ga Mamoru! (あかねVSらんま　お母さんの味は私が守る!), erschienen in Japan am 18. Februar 1994
- OVA 4: Gakuen ni Fuku Arashi! Adult Change Hinako-sensei (学園に吹く嵐！アダルトチェンジひな子先生), erschienen in Japan am 21. April 1994
- OVA 5: Michi o Tsugu Mono – Zenpen (道を継ぐ者・前編), erschienen in Japan am 17. Juni 1994
- OVA 6:  Michi o Tsugu Mono – Kōhen (道を継ぐ者・後編), erschienen in Japan am 19. August 1994
- Special OVA 1: Yomigaeru Kioku – Jōkan (よみがえる記憶・上巻), erschienen in Japan am 21. April 1994
- Special OVA 2: Yomigaeru Kioku – Gekan (よみがえる記憶・下巻), erschienen in Japan am 17. Februar 1995
- Super OVA 1: Aa! Noroi no Harendō! Waga Ai wa Eien ni (ああ呪いの破恋洞! 我が愛は永遠に), erschienen in Japan am 21. September 1995
- Super OVA 2: Jāku no Oni (邪悪の鬼), erschienen in Japan am 17. November 1995
- Super OVA 3: Futari no Akane: „Ranma, Atashi o Mite!“ (二人のあかね『乱馬、私を見て！』), erschienen in Japan am 19. Januar 1996

Nach 15-jähriger Pause wurden am 30. Juli 2008 bei der Ausstellung It’s a Rumic World in Ginza, Tokio, ein neuer Kurzfilm von Ranma ½ namens Ranma ½: Akumu! Shunminkō (らんま½ 悪夢！春眠香, dt. „Ranma ½: Albtraum! Frühjahrsschlafräucherwerk“) und ein Inu-Yasha-Kurzfilm präsentiert. Beide Kurzfilme wurden zusammen mit einem ebenfalls neu produzierten Kurzfilm von Urusei Yatsura, der auf der derselben Ausstellung im Dezember 2008 aufgeführt wurde, am 29. Januar 2010 auf der „It's a Rumic World“-DVD-Box veröffentlicht. Seit dem 20. Oktober ist der Kurzfilm einzeln als DVD und Blu-ray erhältlich.

#### Specials
Es erschienen zudem einige Specials in Japan, davon waren die meisten nur über Kitty Animation Circle zu bekommen:
- Ranma ½: Chūgoku Nekonron Daikessen! Okite Yaburi no Gekitō Hen!! Preview
- Ranma ½: Nettō Utagassen (らんま1/2 熱闘歌合戦), erschienen in Japan am 7. und 21. November 1990
- Ranma ½: Tendō-ke no Oyobidenai Yatsura! (らんま1/2 天道家のおよびでない奴ら!), erschienen in Japan am 30. August 1992
- Ranma ½: 1994 Music Calendar, erschienen in Japan im Dezember 1993
- Ranma ½: TV Titles (らんま1/2 TVタイトルズ), erschienen in Japan am 21. April 1993
- Ranma ½ Totteoki Talk: Best of Memories (らんま1/2 とっておきトーク ベスト・オブ・メモリーズ), erschienen in Japan am 1. Mai 1993
- Ranma ½ Special Video: Battle ga Ippai 29-nin no Korinai Yatsura (らんま1/2 スペシャルビデオ バトルがいっぱい29人の懲りないやつら), erschienen in Japan am 3. März 1995
- Ranma ½: DoCo Music Video (らんま1/2 DoCoミュージックビデオ), erschienen in Japan am 19. August 1995
- It's a Rumic World – Ranma ½: Akumu! Shunminkō (らんま½ 悪夢！春眠香), Erstaufgeführt in Ginza am 30. Juli 2008[24]

#### Musik
Für die Fernsehserie wurden sieben Vorspanntitel produziert:
1. Jajauma ni Sasenaide (じゃじゃ馬にさせないで) von Etsuko Nishio, Angewandt in Folge 1 bis 18
Ranma-kun wa Hentai (Dieser Vorspanntitel war nur eine kurze Einführung zu Ranma ½ Nettōhen), Angewandt in Folge 19 bis 41
2. Little Date (リトル★デイト, Ritoru Deito) von Ribbon, Angewandt in Folge 25 bis 31
3. Omoide ga Ippai (思い出がいっぱい) von CoCo, Angewandt in Folge 42 bis 63
4. Zettai! Part 2 (絶対! Part 2) von Yoshie Hayasaka, Angewandt in Folge 64 bis 87
5. Chikyū Orchestra (地球オーケストラ, Chikyū Ōkesutora) von Kusu Kusu, Angewandt in Folge 88 bis 117
6. Mō Nakanaide (もう泣かないで) von Azusa Senō, Angewandt in Folge 118 bis 135
7. Love Seeker – Can’t Stop It (ラヴ・シーカー CAN'T STOP IT, Ravu Shīkā ~ ) von VisioN, Angewandt in Folge 136 bis 161

Für die deutsche Fassung wurden die Lieder Genau wie du (1–24) und Mit der Sonne (25–80) von Petra Scheeser neu komponiert. Zwei weitere Vorspanntitel wurden jedoch nicht auf Deutsch umgesetzt.
Es wurden außerdem 9 Abspannlieder produziert:
1. Platonic Tsuranuite (プラトニックつらぬいて, Puratonikku Tsuranuite) von Kaori Sakagami, Angewandt in Folge 1 bis 13
2. Equal Romance (EQUAL ロマンス, Equal Romansu) von CoCo, Angewandt in Folge 14 bis 18
3. Don’t mind lay-lay-Boy (ド・ン・マ・イ来々少年〜Don't mind lay-lay-Boy〜) von Etsuko Nishio, Angewandt in Folge 19 bis 41
4. Ranbada Ranma (乱馬ダ☆RANMA) von Ranma-teki Kagekidan Go-ikkō-sama, Angewandt in Folge 42 bis 56
5. Present (プレゼント, Purezento) von Tōkyō Shōnen, Angewandt in Folge 57 bis 72
6. Friends (フレンズ, Furenzu) von YAWMIN, Angewandt in Folge 73 bis 87
7. Hinageshi (ひなげし) von Michiyo Nakajima, Angewandt in Folge 88 bis 117
8. POSITIVE von Miho Morikawa, Angewandt in Folge 118 bis 135
9. Niji to Taiyō no Oka (虹と太陽の丘) von Piyo Piyo, Angewandt in Folge 136 bis 161

Für die deutsche Fassung wurde als Abspann nur eine gekürzte Version von Mit der Sonne verwendet.
Für die Kinofilme wurden folgende Titellieder produziert:
- Ranma ½ – Big Trouble in Nekonron, China
  - Titel: It's Love von Rabbit
- Ranma ½ – Nihao My Concubine
  - Titel: A Piece of Love von Picasso
- Ranma ½: Chō Musabetsu Kessen! Ranma Team vs Densetsu no Hōō (bezieht sich auf die spätere Veröffentlichung auf VHS, Laserdisc und DVD)
  - Vorspanntitel: Owaranai Natsu Yasumi (終わらない夏休み) von DoCo
  - Abspanntitel: Usotsuki (うそつき) von DoCo

sowie für die OVAs und Specials:
- Ranma ½: Nettō Utagassen
  - Titel: Akane no Komori Uta von Noriko Hidaka
- Ranma ½: Tendō-ke no Oyobidenai Yatsura!
  - Vorspanntitel: Jajauma ni Sasenaide
  - Abspanntitel: Friends
- Ranma ½ OVA 1 – OVA 6
  - Vorspanntitel: Koi da! Panikku (恋だ!パニック) von YAWMIN
  - Abspanntitel: Ranma to Akane no Ballad (乱馬とあかねのバラード, Ranma to Akane Barādo) von Kappei Yamaguchi und Noriko Hidaka
- Ranma ½ Special: Yomigaeru Kioku – Jōkan
  - Vorspanntitel: Bokutachi wa Kore Kara (僕たちはこれから) von DoCo
  - Abspanntitel: Kiyoku Tadashii Kurisumasu (清く正しいクリスマス) von DoCo
- Ranma ½ Special: Yomigaeru Kioku – Gekan
  - Vorspanntitel: Jugyōchū no Shōgakkō (授業中の小学校) von DoCo
  - Abspanntitel: Akai Kutsu no Sunday (赤い靴のSUNDAY) von DoCo
- Ranma ½ Special Video: Battle ga Ippai 29-nin no Korinai Yatsura
  - Titel: Niji to Taiyō no Oka
- Ranma ½ Super: Aa! Noroi no Harendō! Waga Ai wa Eien ni
  - Vorspanntitel: Kagayaku Sora to Kimi no Koe (かがやく空ときみの声) von DoCo
  - Abspanntitel: Sukoshi Dake Sakamichi (少しだけ坂道) von DoCo
- Ranma ½ Super: Jāku no Oni
  - Vorspanntitel: Omoide ga Ippai von DoCo
  - Abspanntitel: Koi ga Hitotsu Kiete Shimatta no (恋がひとつ消えてしまったの) von DoCo
- Ranma ½ Super: Futari no Akane: „Ranma, Atashi o Mite!“
  - Vorspanntitel: Fukuzatsu na Ryōomoi Live Version (フクザツな両想い) von DoCo
  - Abspanntitel: Kare (彼) von DoCo

Das Vorspannlied der Neuverfilmung von 2024 ist Iinazukkyun von ano und das Abspannlied ist Anta Nante. von Riria.

### Soundtracks
Zu den verschiedenen Anime-Fassungen erschienen in Japan zahlreiche Soundtrack-CDs. Die Synchronsprecherinnen der weiblichen Hauptfiguren gründeten dafür eigens die Band DoCo, die meisten Ranma-Lieder stammen von ihnen.

### Videospiele

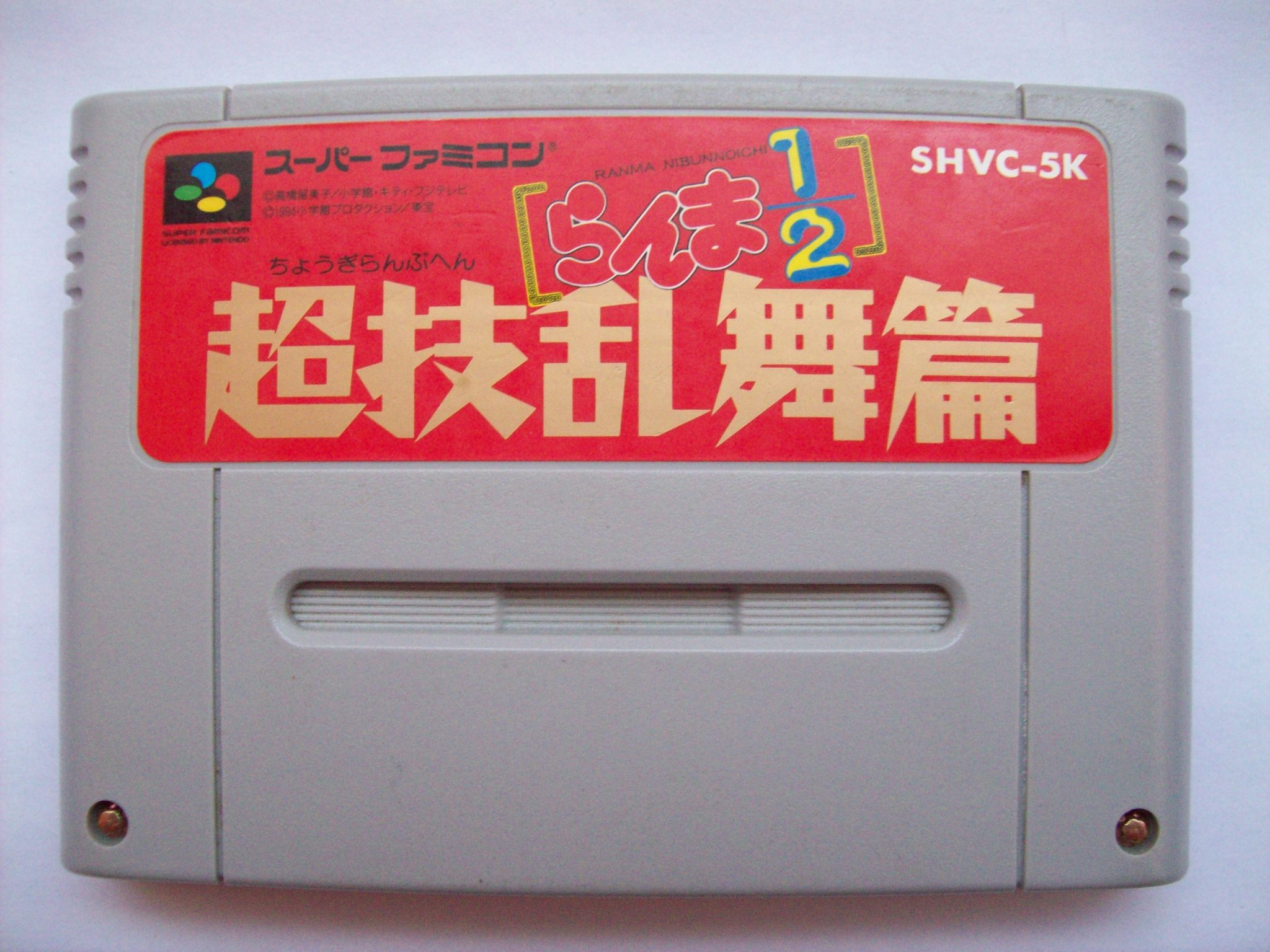
SNES-Kassette von Ranma

Zu Ranma ½ kamen für Game Boy, SNES, Sega Mega Drive, PlayStation, PC Engine und PC-98 zahlreiche Videospiele auf den Markt. Einige davon sind auch in den USA erschienen.

### Pachinko-Maschine
Sankyo veröffentlichte im Februar 2011 die erste Pachinko-Maschine für Ranma ½. Unter anderem wurde dafür auch das letzte Manga-Kapitel animiert, das auf der Website offiziell kostenfrei betrachtet werden kann.

### Live Action
Am 9. Dezember 2011 wurde auf dem Sender NTV ein zweistündiges Live-Action-Special von Ranma ½ gezeigt. Das Titellied Chikutaku 2NITE (チクタク☆2NITE) wurde von der Musikgruppe 9nine gesungen.
| Ranma Saotome (männlich) | Kento Kaku       |
| Ranma Saotome (weiblich) | Natsuna Watanabe |
| Genma Saotome            | Arata Furuta     |
| Akane Tendō              | Yui Aragaki      |
| Nabiki Tendō             | Maki Nishiyama   |
| Kasumi Tendō             | Kyōko Hasegawa   |
| Soun Tendō               | Katsuhisa Namase |
| Tatewaki Kunō            | Kento Nagayama   |
| Dr. Tōfū Onu             | Shosuke Tanihara |
| Hikaru Gosunkugi         | Yuta Kanai       |
| Okamada                  | Ryōsei Tayama    |

## Rezeption
Die Fachzeitschrift Funime lobt bei Ranma die vielseitigeren Charaktere, die im Vergleich zur Vorgängerserie Urusei Yatsura „nicht ganz so beschränkt“ seien. Die Grafik und Animationen seien nicht bahnbrechend, aber in Ordnung und die Musik erfülle trotz ihrer Einfachheit ihren Zweck. Für Fans des Mangas sei die Serie sehenswert. Bei den OVAs haben „Zeichnungen und Animationen […] natürlich gegenüber der TV-Serie etwas zugelegt, genauso wie der Soundtrack.“ Durch die nach einer oder zwei Folgen abgeschlossene Handlung der OVA würden sich auch Neueinsteiger leicht in die Handlung hineinfinden. Beim Film Nihao My Concubine seien „Zeichnungen und Animationen recht ordentlich und auch der Soundtrack in Ordnung.“ Jedoch wird die Handlung als „relativ bescheiden“ und ohne neue Ansätze charakterisiert. Stattdessen habe man sich mehr auf den Fanservice konzentriert und am Ende bleibe das Gefühl „War das jetzt schon alles?“.